# Nimrod (음반)
| 전문가 평가                   | 전문가 평가 |
| 평가 점수                     | 평가 점수   |
| 출처                          | 점수        |
| ----------------------------- | ----------- |
| AllMusic                      | [ 1 ]       |
| Alternative Press             | [ 2 ]       |
| Chicago Tribune               | [ 3 ]       |
| Entertainment Weekly          | B−          |
| Los Angeles Times             | [ 5 ]       |
| NME                           | 5/10        |
| Pitchfork                     | 7.0/10      |
| Rolling Stone                 | [ 8 ]       |
| The Rolling Stone Album Guide | [ 9 ]       |
| Spin                          | 6/10        |

《Nimrod》(《nimrod.》로 스타일화)는 1997년 10월 14일, 리프리즈 레코드에 의해 발매된 미국의 펑크 록 밴드 그린 데이의 다섯 번째 스튜디오 음반이다. 이 밴드는 이전 음반인 《Insomniac》의 발매 이후 유럽 투어가 취소된 후 음반 작업을 시작했다. 로스앤젤레스의 콘웨이 레코딩 스튜디오에서 녹음된 이 음반은 응집력 있는 음반과 대조적으로 독립형 노래 세트를 만들려는 의도로 쓰여졌다. 돌이켜보면 《Nimrod》는 포크, 하드코어, 서프 록 및 스카의 요소를 포함하는 음악적 다양성과 실험으로 유명하다. 논의된 서정적인 주제에는 성숙함, 개인적 성찰 및 아버지다움이 포함된다.
이 음반은 빌보드 200 차트에서 10위로 정점을 찍었고 미국 음반 산업 협회로부터 더블 플래티넘 인증을 받았다. 이 음반은 또한 오스트레일리아에서 트리플 플래티넘, 캐나다에서 더블 플래티넘 인증을 받았다. 발매와 동시에 《Nimrod》는 비평가들로부터 대체로 긍정적인 평가를 받았는데, 비평가들은 가수 빌리 조 암스트롱의 작곡을 칭찬했다. 이 음반은 시트콤 《사인필드》의 두 번째 에피소드를 포함하여 수많은 대중 문화 행사에 등장한 어쿠스틱 싱글 〈Good Riddance (Time of Your Life)〉를 발매했다. 이 음반을 홍보하기 위해 그린 데이는 광범위한 투어 일정에 착수했다. 이 음반은 또한 2009년 6월 16일 바이닐로 재발행되었으며 2012년, 2017년, 2023년 기념일 및 디럭스 에디션 발매되었다. 〈Nice Guys Finish Last〉, 〈Hitchin' a Ride〉, 〈Good Riddance (Time of Your Life)〉 노래는 비디오 게임 《Green Day: Rock Band》에 수록되어 있다.

## 배경
1995년, 그린 데이는 이 밴드의 획기적인 메이저 레이블 데뷔 음반 《Dookie》만큼 상업적으로 잘 공연하지 못한 《Insomniac》를 발표했습니다. 《Insomniac》에 대해 말하면서, 가수이자 기타리스트인 빌리 조 암스트롱은 "제가 생각했던 것보다 훨씬 더 잘했습니다... 사운드로부터, 우리는 《Dookie》만큼 팔리지 않을 것이라는 것을 알았습니다."라고 언급했다. 이 그룹은 1996년 초 《Insomniac》를 홍보하기 위해 광범위한 세계 투어를 시작했는데, 그 투어는 그룹이 연주에 익숙한 작은 클럽과 대조되는 스포츠 경기장에서 공연하는 것을 보았습니다. 멤버들은 그들이 얻은 스타덤의 수준에 점점 더 불편해졌다. 암스트롱은 "우리는 그 큰 경기장을 연주하면서 우리가 싫어하는 것이 되어가고 있었습니다. 그것은 더 이상 재미있지 않았습니다."라고 회상했다.
그린 데이는 또한 멤버들이 그들의 가족을 두고 떠나도록 강요했기 때문에 향수병에 걸리게 되었다. 그 밴드는 결국 집에서 시간을 보내기 위해 1996년 후반의 《Insomniac》 투어의 유럽 구간을 취소하기로 결정했다. 이 시기 동안, 그 밴드는 계속 작곡을 했고, 마침내 1997년 초까지 30개가 넘는 신곡들을 완성했다. 비록 그 그룹이 프로듀서 롭 카발로와 함께 했던 마지막 노력이 실망으로 여겨졌지만, 멤버들은 카발로를 "멘토"로 여겼기 때문에, 그 밴드는 《Nimrod》에서 함께 일할 다른 사람을 고르는 것을 고려하지 않았다.

## 상업적 성과
《Nimrod》는 발매 첫 주에 81,000장이 팔리며 빌보드 200에서 10위로 데뷔했고, 70주 동안 차트에 머물렀다. 2000년 3월 16일, 《Nimrod》는 미국 음반 산업 협회로부터 200만 장 이상의 출하량에 대해 더블 플래티넘 인증을 받았다. 캐나다에서는 음반이 4위로 정점을 찍었고, 4주 동안 차트에 머물렀다. 1998년 7월 6일, 이 음반은 캐나다 음반 산업 협회로부터 200,000장 이상의 출하량에 대해 더블 플래티넘 인증을 받았다. 오스트레일리아에서는 음반이 12위로 데뷔했고, 이후 오스트레일리아 차트에서 3위로 정점을 찍었다. 이 음반은 나중에 오스트레일리아에서 트리플 플래티넘 인증을 받았다.

## 곡 목록
모든 곡들은 그린 데이에 의해 작사/작곡하였다.
| #   | 제목                              | 재생 시간 |
| --- | --------------------------------- | --------- |
| 1.  | Nice Guys Finish Last             | 2:49      |
| 2.  | Hitchin' a Ride                   | 2:51      |
| 3.  | The Grouch                        | 2:12      |
| 4.  | Redundant                         | 3:17      |
| 5.  | Scattered                         | 3:02      |
| 6.  | All the Time                      | 2:10      |
| 7.  | Worry Rock                        | 2:27      |
| 8.  | Platypus (I Hate You)             | 2:21      |
| 9.  | Uptight                           | 3:04      |
| 10. | Last Ride In (기악)               | 3:47      |
| 11. | Jinx                              | 2:12      |
| 12. | Haushinka                         | 3:25      |
| 13. | Walking Alone                     | 2:45      |
| 14. | Reject                            | 2:05      |
| 15. | Take Back                         | 2:05      |
| 16. | King for a Day                    | 3:13      |
| 17. | Good Riddance (Time of Your Life) | 2:34      |
| 18. | Prosthetic Head                   | 3:38      |

## 인증
| 국가                                                                                         | 인증        | 판매량/출하량 |
| -------------------------------------------------------------------------------------------- | ----------- | ------------- |
| 오스트레일리아 (ARIA)                                                                        | 3× 플래티넘 | 210,000^      |
| 브라질 (Pro-Música Brasil)                                                                   | 골드        | 100,000*      |
| 캐나다 (뮤직 캐나다)                                                                         | 4× 플래티넘 | 400,000       |
| 일본 (RIAJ)                                                                                  | 플래티넘    | 200,000^      |
| 스페인 (PROMUSICAE)                                                                          | 골드        | 50,000^       |
| 영국 (BPI)                                                                                   | 플래티넘    | 300,000^      |
| 미국 (RIAA)                                                                                  | 2× 플래티넘 | 2,000,000^    |
| *판매량을 기반으로 한 인증 · ^출하량을 기반으로 한 인증 · 판매량+스트리밍을 기반으로 한 인증 |             |               |